# アレクサンダル・フィリポヴィッチ (サッカー選手)
アレクサンダル・フィリポヴィッチ（セルビア語: Александар Филиповић, Aleksandar Filipović、発音: [aleksǎːndar filǐːpoʋitɕ, alěksaːn-, - fǐli-]、1994年12月20日 - ）は、セルビアのサッカー選手。ポジションはDF。

## クラブ歴
2011年5月21日、僅か16歳でFKヤゴディナで選手デビュー、この時は後半終わりにミロシュ・ストヤノヴィッチに代えての投入であった。その後ヤゴディナで5シーズンを過ごした。
2016年夏にFKヴォジュドヴァツに移籍。
2018年2月にFC BATEボリソフに移籍。

## 代表歴
U-17代表としてUEFA U-17欧州選手権2011に出場。U-19代表としてUEFA U-19欧州選手権2013に出場。U-21代表としてはUEFA U-21欧州選手権2015、UEFA U-21欧州選手権2017の2大会に出場した。
2017年10月に行われた大韓民国代表との親善試合の際にA代表に招集されたが出場機会はなかった。